# Pic și Poc

Cele două personaje, Pic și Poc, corbul și vulpea.

Pic și Poc sunt eroii unui serial de animație creat de Florin Angelescu, regia Olimp Vărășteanu.

## Filmografie
- Pic și Poc (serial)